# Neven Subotić
Neven Subotić (Prnjavor, actual Bosnia y Herzegovina, 10 de diciembre de 1988) es un exfutbolista serbio que jugaba de defensa.

## Primeros años
Nacido en una pequeña localidad junto a Banja Luka, en la antigua Yugoslavia, y de padres serbios, a los cinco años se trasladó con su familia a la ciudad de Schömberg, en Alemania. Comenzó a jugar al fútbol a los 7 años, en el equipo local, el TSV Schwarzenberg.
En los años 1990 caducó el permiso de residencia en Alemania de su familia, y estos se trasladaron en 1999 a los Estados Unidos, concretamente a Salt Lake City, donde el padre de Neven tenía un primo. Dos años después, la familia se trasladó de nuevo, esta vez a Bradenton, Florida, con el fin de que su hermana Natalija pudiera asistir a una importante academia de tenis. Neven fue observado por técnicos de la Selección de Estados Unidos sub-17, y comenzó a jugar con el equipo de la University of South Florida.
Jugando en los Países Bajos con el equipo sub-17 de Estados Unidos, fue observado por ojeadores del equipo alemán del 1. FSV Maguncia 05, que le sometieron a una prueba. Tras causar una excelente impresión a estos, fue contratado por el equipo para sus categorías inferiores.

## Trayectoria de clubes
| Club                      | País     | Año       | Partidos | Goles |
| ------------------------- | -------- | --------- | -------- | ----- |
| 1. FSV Maguncia 05        | Alemania | 2007-2008 | 35       | 4     |
| Borussia Dortmund         | Alemania | 2008-2016 | 258      | 18    |
| 1. F. C. Colonia (cesión) | Alemania | 2016-2017 | 12       | 0     |
| Borussia Dortmund         | Alemania | 2017-2018 | 5        | 0     |
| A. S. Saint-Étienne       | Francia  | 2018-2019 | 44       | 3     |
| 1. F. C. Union Berlin     | Alemania | 2019-2020 | 23       | 1     |
| Denizlispor               | Turquía  | 2020-2021 | 5        | 0     |
| S. C. Rheindorf Altach    | Austria  | 2021      | 10       | 0     |

### Maguncia 05
Subotić hizo su debut profesional con el Maguncia 05 en el último partido de la temporada 2006-07, ante el Bayern Múnich, cuando su equipo descendió de categoría. En la 2. Bundesliga la temporada siguiente, tuvo un papel primordial en lo que fue la mejor defensa de la liga, concediendo sólo 37 goles. El equipo terminó en cuarto lugar, a sólo dos puntos de conseguir el ascenso a la 1. Bundesliga.
En verano de 2008, el entrenador del Mainz Jürgen Klopp se fue al Borussia Dortmund, lo que fue fundamental para la marcha también de Subotić.

### Borussia Dortmund
El 4 de junio de 2008 se anunció que Subotić había firmado con el Borussia Dortmund un contrato de 5 años. Debutó para su nuevo club en la Supercopa de Alemania contra el Bayern de Múnich, al que ganó por 2-1. Las buenas actuaciones de Subotić llamaron inmediatamente la atención: en diciembre de 2008, fue incluido en el 11 ideal de la primera parte de la Bundesliga 2008-09.

### Saint-Étienne
El 25 de enero de 2018 se anunció de manera oficial que el central serbio dejaría tras diez temporadas el Borussia Dortmund y ficharía como jugador libre por el Saint-Étienne de la Ligue 1 de Francia por 18 meses, cerrando así una exitosa etapa en el club aurinegro.

## Trayectoria de selección

### Categorías inferiores
Subotić fue incluido en la lista de la selección los EE. UU. que disputó la Copa Mundial de Fútbol Sub-17 de 2005 en Perú. También jugó con el equipo Sub-20, pero no fue seleccionado para jugar la Copa Mundial de Fútbol Sub-20 de 2007.

### Selección absoluta
Subotić, de etnia serbia, tenía la opción de representar a las selecciones de Estados Unidos, Serbia o Bosnia y Herzegovina, y en diciembre de 2008 manifestó su decisión de representar a Serbia en las competiciones internacionales de fútbol.
El seleccionador serbio Radomir Antić le hizo debutar el 28 de marzo de 2009 en el minuto 65 del partido de clasificación para la Copa Mundial de Fútbol de 2010 frente a la selección de Rumanía en Constanza, que ganó Serbia 3-2. Posteriormente, fue incluido en la convocatoria de 23 jugadores que disputaron la fase final del campeonato, disputada en Sudáfrica.
Después de que el nuevo entrenador de Serbia Dick Advocaat anunciara la lista de convocados para las rondas de clasificación de la Euro 2016 contra Armenia y Albania, también anunció que Subotić terminó su carrera nacional.

## Palmarés

### Títulos nacionales
| Título                 | Club              | País     | Año  |
| ---------------------- | ----------------- | -------- | ---- |
| Bundesliga de Alemania | Borussia Dortmund | Alemania | 2011 |
| Bundesliga de Alemania | Borussia Dortmund | Alemania | 2012 |
| Copa de Alemania       | Borussia Dortmund | Alemania | 2012 |
| Supercopa de Alemania  | Borussia Dortmund | Alemania | 2013 |
| Supercopa de Alemania  | Borussia Dortmund | Alemania | 2014 |